# Gokhivare
Gokhivare is een census town in het district Palghar van de Indiase staat Maharashtra. 

## Demografie
Volgens de Indiase volkstelling van 2001 wonen er 19772 mensen in Gokhivare, waarvan 57% mannelijk en 43% vrouwelijk is. De plaats heeft een alfabetiseringsgraad van 64%. 